# Westralunio carteri
Westralunio carteri е вид мида от семейство Hyriidae. Видът е уязвим и сериозно застрашен от изчезване.

## Разпространение и местообитание
Разпространен е в Западна Австралия.
Обитава сладководни басейни, реки и потоци.